# 5970 Ohdohrikouen
5970 Ohdohrikouen eller 1991 JS1 är en asteroid i huvudbältet som upptäcktes den 13 maj 1991 av den japanska astronomen Kazuro Watanabe vid JCPM Sapporo. Den är uppkallad efter Odori parken i den japanska staden Sapporo.
Asteroiden har en diameter på ungefär 3 kilometer och den tillhör asteroidgruppen Flora.